# تهذيب الآثار
تهذيب الآثار هو كتاب من كتب الحديث، ألفه ابن جرير الطبري (224 هـ-310 هـ)، يملك الكتاب طبعتين الأولى باسم: تهذيب الأثار، أما الثانية: تفصيل الثابت عن رسول الله من الأخبار، ويتلخص منهج ابن جرير الطبري في الكتاب بالتالي:
1. ذكر الطبري في الكتاب ما صح لديه مما أسنده الصحابة عن الرسول، فبدأ بمسند العشرة، وأهل البيت، والموالي، وبعض مسند ابن عباس، ومات قبل إكماله.
2. تكلم المصنف على الأحاديث جرحا وتعديلا، وتصحيحا وتضعيفا، مبينا لطرق الأحاديث وعللها.
3. تكلم على فقه الأحاديث، واختلاف العلماء وحججهم.
4. تكلم على المعاني والغريب، مفسرا ذلك بكلام العرب وأشعارها.